# Pierpaolo Bibbò
Pierpaolo Bibbò (Cagliari, 20 febbraio 1954) è un cantautore italiano.

## Biografia
Pierpaolo Bibbò nasce a Cagliari il 20 febbraio del 1954.
Ha iniziato la carriera nel 1976 col duo vocale Distilleria MB fondato insieme all'amico Giampiero Melosu.
Come Distilleria MB ha pubblicato un primo singolo Spettatore di un'idea nel 1976, prodotto dalla giovane etichetta cagliaritana La Strega Records, segue nel 1978 un secondo 45 giri dal titolo Il ricordo dei tuoi sì, sempre con la stessa casa discografica.
Nel 1980 pubblica l'album di genere rock progressivo Diapason, prodotto da La Strega Records e distribuito dalla Panarecord, in cui si può ritrovare l'influenza di vari gruppi tra i quali Van Der Graaf Generator, Genesis e Popol Vuh.
Nel 1994 l'etichetta sanremese Mellow Records specializzata in produzioni progressive, acquista i diritti e ristampa su CD l'album Diapason.
Nel novembre 2012 esce in tutto il mondo il nuovo album dal titolo Genemesi pubblicato dalla M.P. & Records e distribuito da GT Music.
Il lavoro di matrice progressive è un album concept che ha per tema dominante l'eterno enigma sulla natura di Dio. Importante contributo musicale è dato dai musicisti Fabio Orecchioni (chitarre acustiche ed elettriche), Luca Agnello (Violino) e Silvia Ciudino che interpreta insieme a Pierpaolo Bibbò il brano L'osservatore indifferente.
Nel gennaio 2018 esce il terzo album dal titolo Via Lattea, pubblicato da M.P. & Records e distribuito da GT Music.
L'album, coprodotto insieme a Vannuccio Zanella, vuole essere un omaggio alla sua terra natale, la Sardegna. Si arricchisce inoltre del contributo dei musicisti Simone Spano, alla batteria acustica e percussioni e Fabio Orecchioni, supervisore artistico.
Il 15 gennaio 2021 Bibbò pubblica il suo quarto album Razza umana.

## Discografia

### Album in studio
- 1980 - Diapason (La Strega Records, LSP801)
- 2012 - Genemesi (M.P. & Records — GT Music, MPRCD066)
- 2018 - Via Lattea (M.P. & Records — GT Music, MPRCD076)
- 2021 - Razza umana

### Singoli
- 1976 - Spettatore di un'idea/Camilla (La Strega Records, CM0013)
- 1978 - Il ricordo dei tuoi si/Dolce Silvana (La Strega Records, CM0016)